# Liczba Morphy’ego

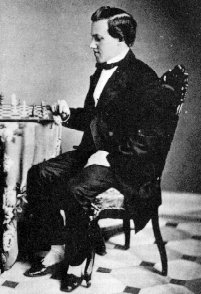
Paul Morphy – liczba Morphy’ego 0

Liczba Morphy’ego – wartość określająca odległość danego szachisty od Paula Morphy’ego (1837–1884), przez długi czas uważanego za najwybitniejszego gracza w historii dyscypliny. Jest mierzona w grafie, którego wierzchołkami są szachiści, a krawędziami rozegrane partie.

## Opis
Ideę liczb Morphy’ego wymyślił holenderski pisarz i szachista Tim Krabbé. Powstała na podstawie koncepcji sześciu stopni oddalenia i analogicznych liczb Erdősa. Ci, którzy zmierzyli się z Morphym przy szachownicy, mieli liczbę Morphy’ego 1, przeciwnicy kogokolwiek z tej grupy liczbę 2 i tak dalej. Poznanie swojej wartości liczby Morphy’ego ma istotne znaczenie psychologiczne dla niektórych graczy, kiedy zaczynają dzięki temu odczuwać łączność z historią szachów.

## Poszczególne liczby Morphy’ego

### Liczba 1
Wiadomo, że Morphy grał z co najmniej stu kilkudziesięcioma różnymi przeciwnikami, ale tylko pięciu z nich miało istotne znaczenie w przekazywaniu liczb następnym pokoleniom. Byli to: James Mortimer, Adolf Anderssen, Henry Bird, John Owen i Louis Paulsen. Zdecydowanie najważniejszy pod tym względem był dziennikarz James Mortimer (1832–1911), którego kariera szachowa, choć pozbawiona większych sukcesów, była wyjątkowo długa. Wystąpił jeszcze w turnieju w Ostendzie (1907), zajmując ostatnie miejsce spośród 29 startujących z wynikiem +4 -22 =2. Mimo że nie zachował się zapis żadnej jego partii z Morphym, w pewien czas po wymyśleniu koncepcji liczb Morphy’ego odnaleziono źródła pośrednio potwierdzające, że partie takie były rozegrane, co spowodowało znaczne przemieszczenia w dalszych grupach. Po roku 1859 Morphy niemal całkowicie wycofał się z życia szachowego.

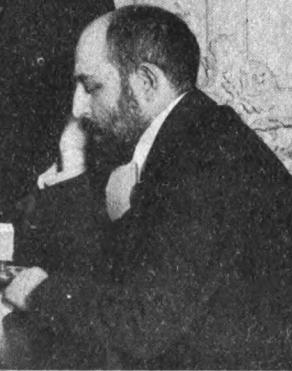
Ossip Bernstein – liczba Morphy’ego 2

### Liczba 2
Wlicza się tutaj większość czołowych szachistów sprzed pierwszej wojny światowej oraz z okresu dwudziestolecia, wśród nich pierwsi dwaj oficjalni mistrzowie świata: Wilhelm Steinitz i Emanuel Lasker. Trzeci mistrz świata, José Raúl Capablanca, był długo uważany za „trójkę Morphy’ego”, nawet po odnalezieniu informacji o Mortimerze. Prawdopodobnie uzyskał jednak liczbę 2 za pośrednictwem wicemistrzyni Stanów Zjednoczonych Harriet Worrall (1836–1928), która w roku 1859 zremisowała z Morphym partię na wieżę for, a 51 lat później przegrała z Capablanką jako uczestniczka symultany. Nieliczni szachiści z tej grupy, najistotniejsi dla dalszego łączenia ogniw grafu, występowali w turniejach jeszcze po II wojnie światowej. Byli to: Jacques Mieses (poprzez Paulsena), Jewgienij Znosko-Borowski, Ksawery Tartakower i Ossip Bernstein (wszyscy trzej poprzez Mortimera). Ostatnią okazją do powstania nowych „trójek” był występ Bernsteina w Amsterdamie (1961), a ostatnią żyjącą „dwójką” prawdopodobnie Tom George z Essex (także poprzez Mortimera; zmarł 19 kwietnia 1971).

### Liczba 3
Tą wartością liczby Morphy’ego dysponowała większość wybitnych szachistów rozpoczynających kariery przed II wojną światową lub wkrótce po niej, w tym kolejni mistrzowie świata aż do Wasilija Smysłowa (któremu zresztą do czasu odkrycia Mortimera przyznawano „czwórkę”). Miał ją także znany matematyk sir Peter Swinnerton-Dyer. Według stanu na 1 stycznia 2020, żyje zaledwie kilku szachistów z tej grupy, przy czym wszyscy są nieaktywni. Najmłodszym z nich był Frans Kuijpers, który jednak zmarł 25 maja 2024. Prawdopodobnie ostatnie nowe „czwórki” powstały dzięki występowi osiemdziesięcioletniego Friðrika Ólafssona w drużynowych mistrzostwach Europy w Reykjavíku (Tautvydas Vedrickas, 20 listopada 2015). Najważniejszymi dla dalszych połączeń szachistami z „trójką” byli Smysłow, Ólafsson, Andor Lilienthal, Arturo Pomar, Dawid Bronstein, Svetozar Gligorić i Bent Larsen.

### Liczba 4

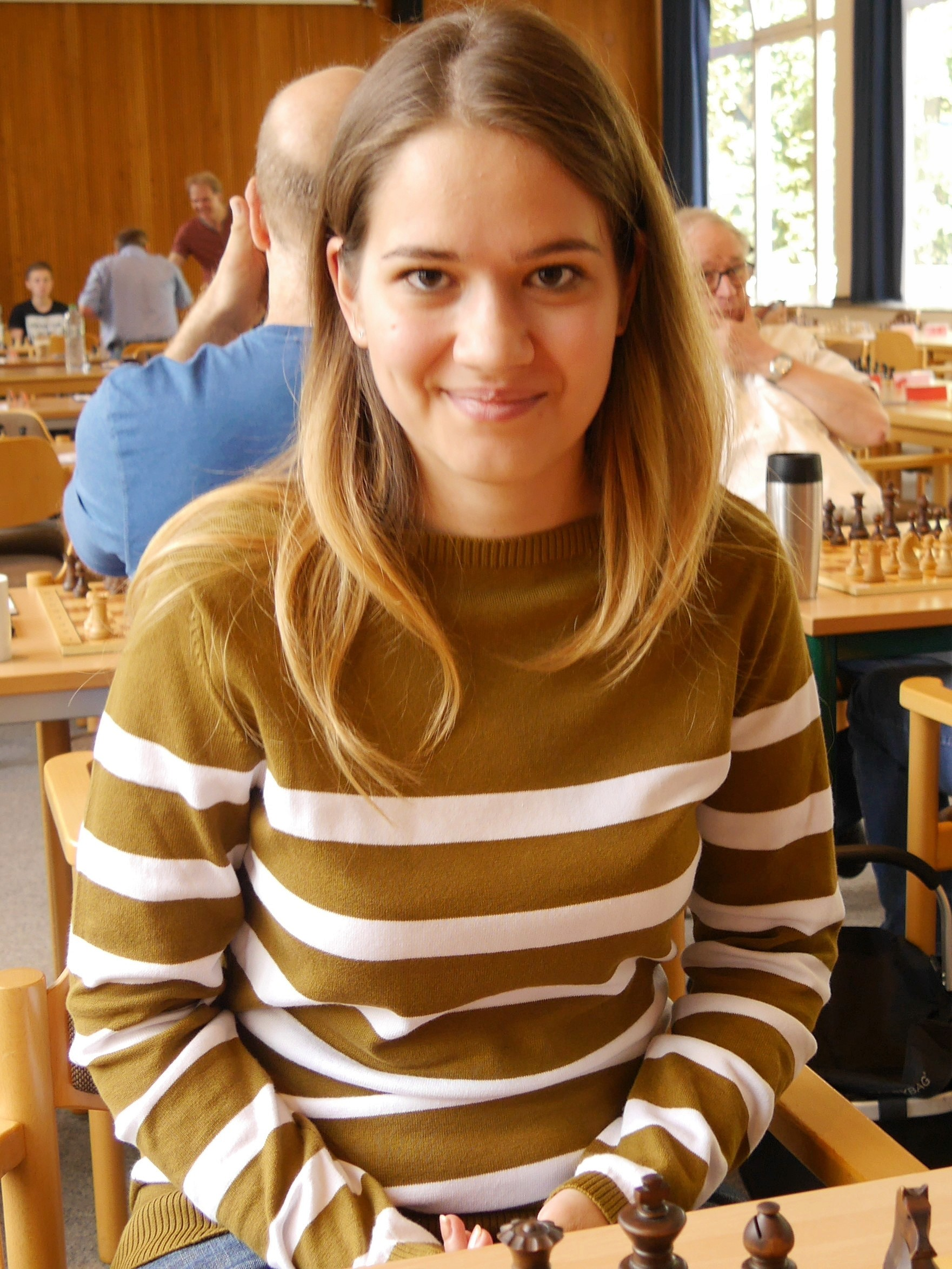
Alina Kaszlinska, żona polskiego arcymistrza Radosława Wojtaszka – liczba Morphy’ego 4

Ta liczba Morphy’ego cechowała kolejnych mistrzów świata aż do Garriego Kasparowa, a także Viswanathana Ananda (ale prawdopodobnie nie Władimira Kramnika). Choć przez pewien czas sądzono, że Kasparow ma „piątkę”, w istocie jest on połączony z Morphym poprzez mistrza Szwajcarii Martina Christoffela po Miesesie, a także na wiele sposobów za pośrednictwem Mortimera. Według stanu na 1 stycznia 2020, liczbę 4 mają przeważnie szachiści emerytowani, ale także niektórzy starsi czołowi zawodnicy (Viswanathan Anand, Wasyl Iwańczuk, Aleksiej Szyrow, Weselin Topałow, Piotr Swidler). „Czwórka” pojawia się także wśród najlepszych szachistek wskutek pokazowych partii rozegranych przez Ólafssona i Borislava Ivkova w roku 2013 w Podiebradach (Marija Muzyczuk, Viktorija Čmilytė, Alina Kaszlinska).

### Liczba 5
Według stanu na 1 stycznia 2020, typowa dla współczesnych zawodników, w tym mistrza świata Magnusa Carlsena i niemal wszystkich jego poważnych rywali. Wielu z nich mogłoby ulec przemieszczeniu do grupy „czwórek”, gdyby Wiktor Korcznoj okazał się „trójką”, co niektórzy uważają za możliwe, ale dotychczas nie udało się tego udowodnić.

### Liczba 6
Według stanu na 1 stycznia 2020, typowa dla współczesnych silnych amatorów.